# Alexander-Newski-Kathedrale (Tallinn)

Die Alexander-Newski-Kathedrale

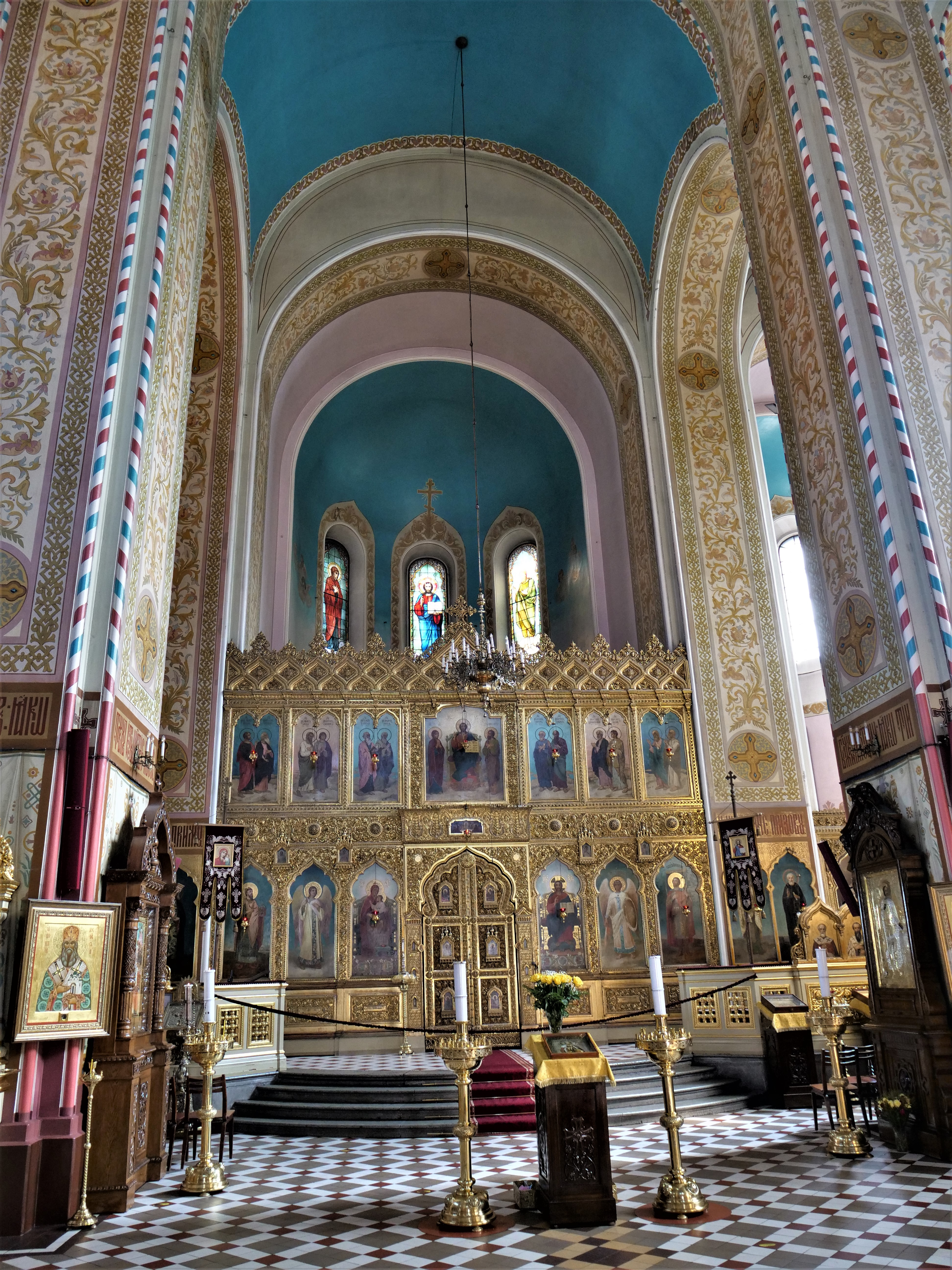
Innenraum der Kathedrale

Die Kathedrale im Winter

Die Alexander-Newski-Kathedrale (estnisch: Aleksander Nevski katedraal, russisch Александро-Невский собор) ist eine Landmarke der estnischen Hauptstadt Tallinn und befindet sich auf dem Domberg (Toompea), genauer auf dem Lossi plats („Schlossplatz“) zwischen dem estnischen Parlament und der Residenz des deutschen Botschafters. Benannt wurde sie nach dem russischen Nationalhelden und Heiligen Alexander Jaroslawitsch Newski.

## Geschichte
Die Newski-Kathedrale wurde zwischen 1894/1895 und 1900 als russisch-orthodoxe Kathedrale von Michail Preobraschenski in dem damaligen Gouvernement Estland des Russischen Kaiserreiches erbaut. Am Standort auf dem Domberg war ursprünglich ein Lutherdenkmal vorgesehen, dessen Errichtung von den russischen Behörden jedoch untersagt wurde. Die Konsekration der Kathedrale fand am 30. April 1900 statt. Der Bau kostete knapp 600.000 Rubel, es wurden ca. 430.000 gespendet und 150.000 Rubel vom Staat gezahlt.
Während der Unabhängigkeit Estlands sollte die Kathedrale, die als Symbol der Russifizierung gesehen wurde, im Jahre 1924 abgerissen werden.
Im Zweiten Weltkrieg schlossen 1941 die deutschen Besatzer die Kathedrale. Ende des 20. Jahrhunderts wurde sie grundlegend restauriert. Teile der Gottesdienste werden auf Estnisch abgehalten.

## Aufbau und Inneres
Die Kathedrale ist reich geschmückt und hat elf in Sankt Petersburg gegossene Glocken, die größte davon wiegt etwa 16 Tonnen und somit mehr als die anderen zehn zusammen. Sie hat drei Altäre, dabei ist der nördliche Altar Wladimir I. (dem Heiligen) geweiht, der südliche dem Heiligen Sergius von Radonesch.
Der Sockel des Gebäudes besteht aus finnischem Granit.
Auf den fünf Zwiebeltürmen sind vergoldete Eisenkreuze zu sehen.
Im Inneren befinden sich drei vergoldete, aus Holz geschnitzte Ikonostasen. Auch gibt es noch vier Ikonen-Kästen. Die Ikonen der Ikonostasen und Ikonenkästen wurden in St. Petersburg auf Kupfer- und Zinkplatten gemalt. Die Fenster sind mit Glasmalereien geschmückt, auch gibt es Gemälde und Mosaike.

### Fassadenmosaike

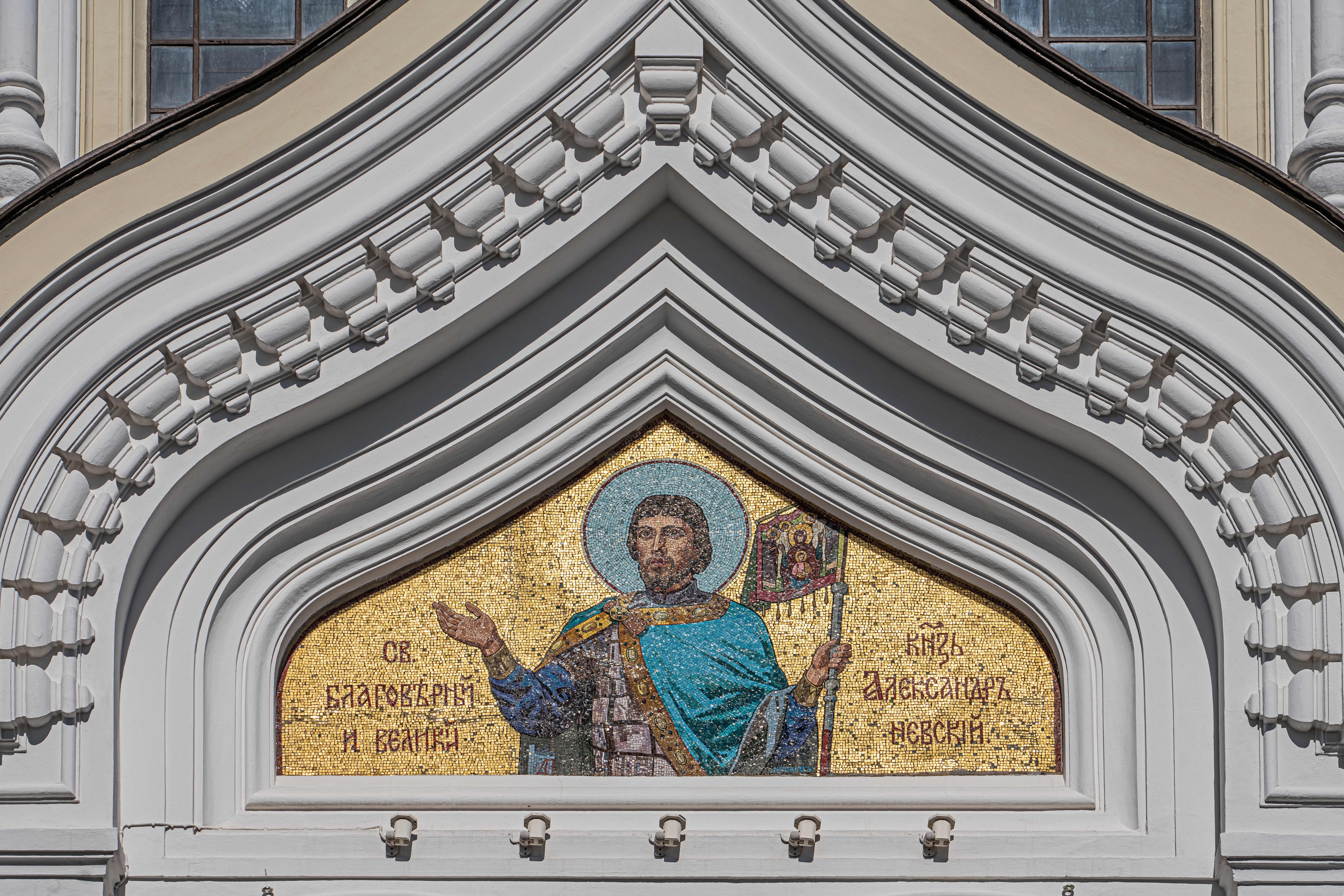
Alexander Newski
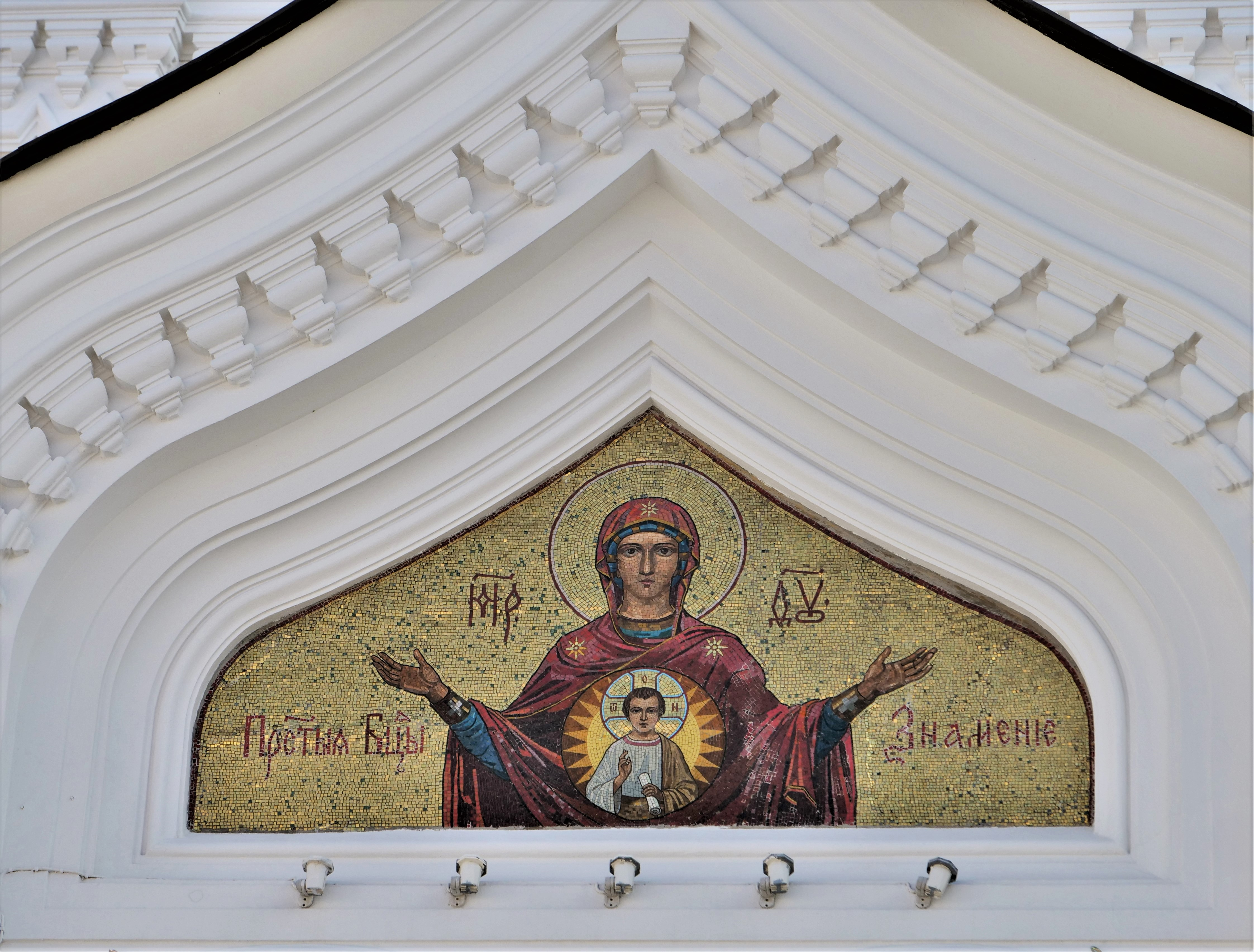
Gottesmutter
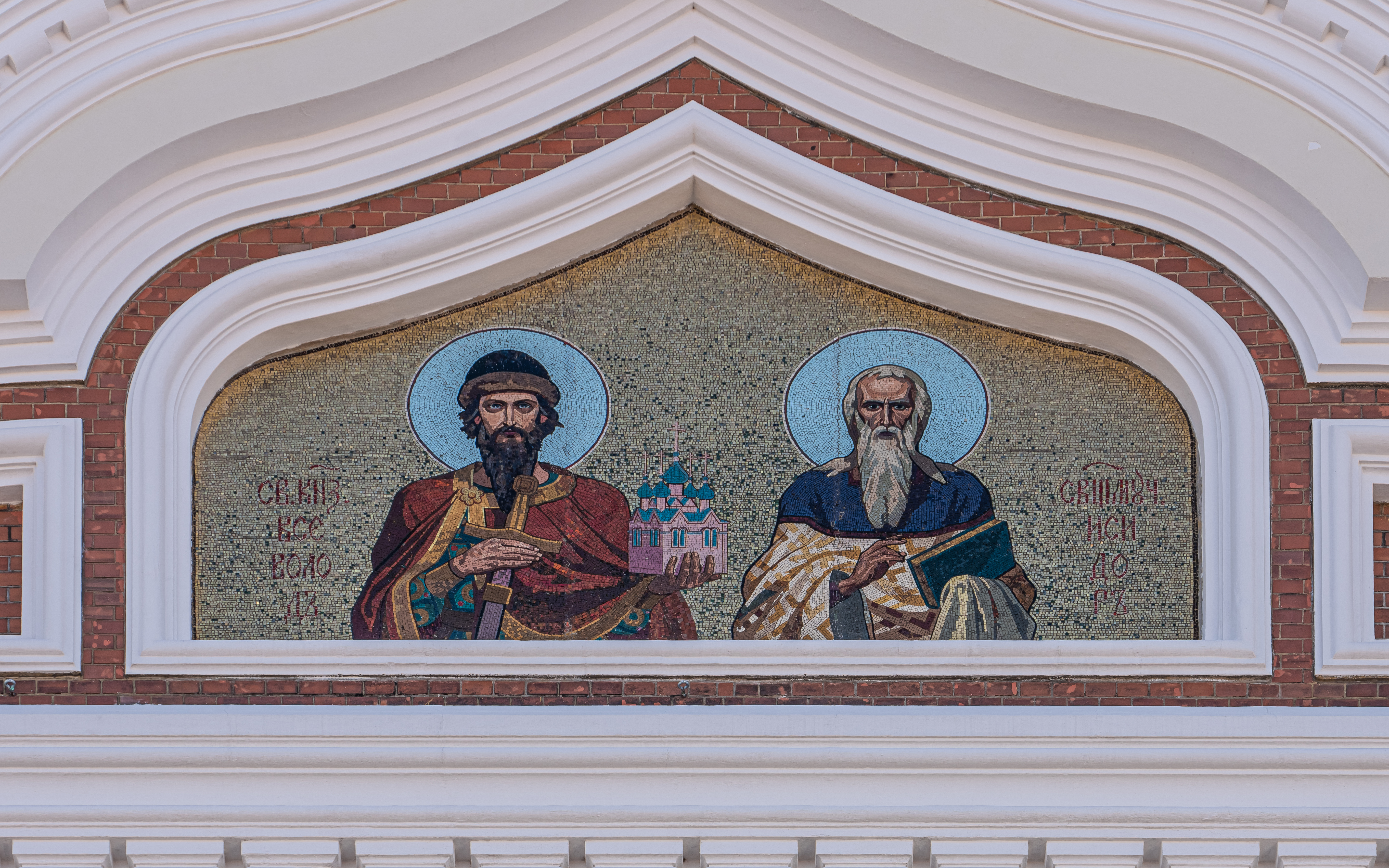
Wsewolod I. und Isidor von Kiew
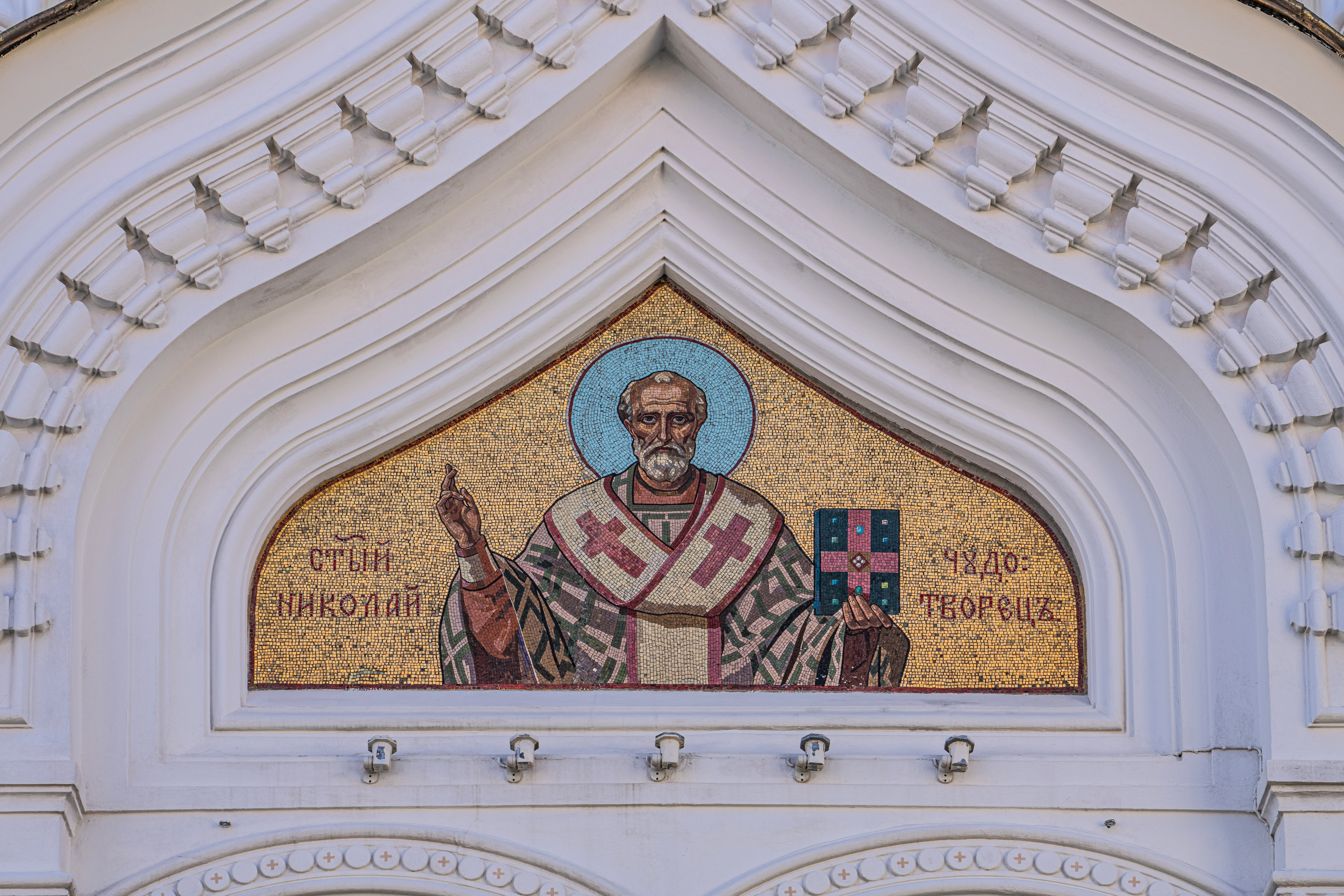
Nikolaus von Myra
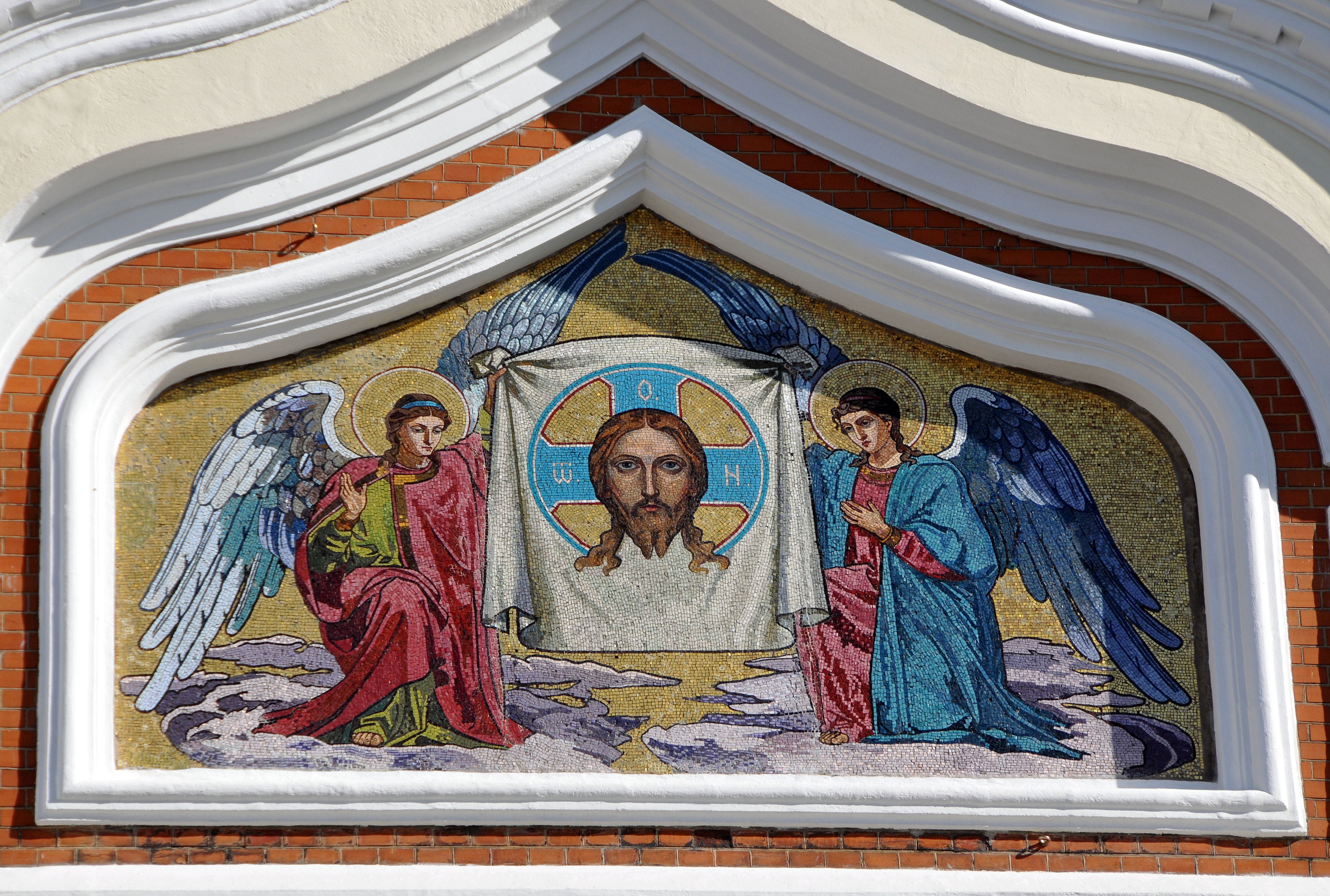
Engel und Mandylion
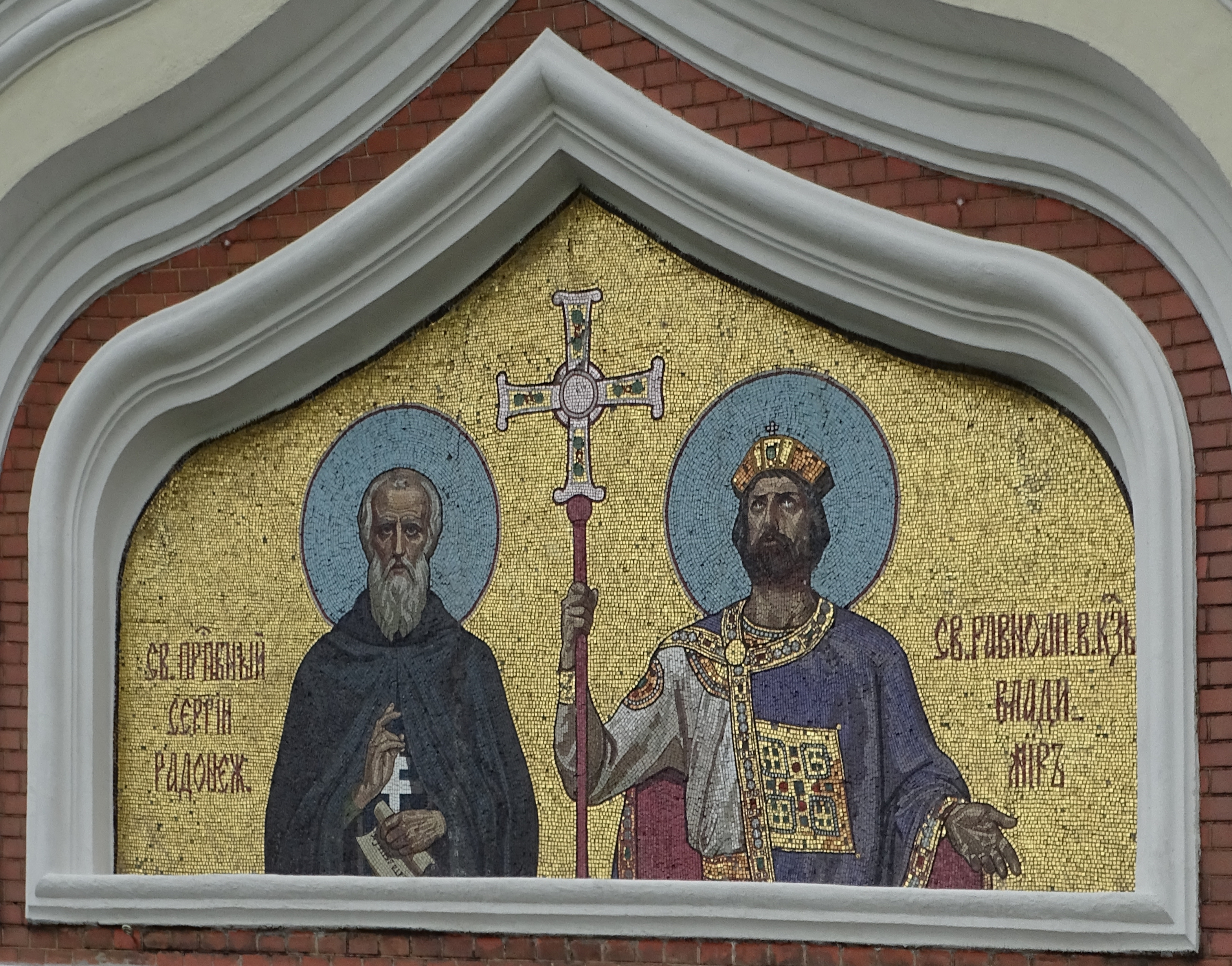
Sergius von Radonesch und Wladimir I.